# Reprua
Der Reprua ist ein Fluss im Rajon Gagra im Westen der international nur von wenigen Staaten anerkannten Republik Abchasien, das formell zu Georgien gehört.
Der Fluss entspringt nördlich der kleinen Stadt Gagra als Fortsetzung eines unterirdischen Karstflusses an einer senkrechten Felswand des Arabika-Massivs, in dem auch die Voronya-Höhle liegt. Er ist ungefähr 20 m breit und fließt nach nur wenigen Metern über Kies und Stein ins Schwarze Meer. Die angegebenen Längen schwanken zwischen 18 und 27 Metern.
Er wird als der kürzeste Fluss der Welt bezeichnet, was aber strittig ist.